# ジョルジュ・スーラ
ジョルジュ・スーラ（スラ）（Georges Seurat 発音例, 1859年12月2日 - 1891年3月29日）は、新印象派に分類される19世紀のフランスの画家。
スーラは、印象派の画家たちの用いた「筆触分割」の技法をさらに押し進め、光学的理論を取り入れた結果、点描という技法にたどりついた。完成作を仕上げるまでに多数の素描や下絵を制作して、入念に構想を練った。
また補色を近くにおくことで、目では加法混色と認識され、よりリアルな光を再現している。
しかし、写実的な絵はこの時代に開発されたカメラがあるため、様々な批判が寄せられたといわれている。

## 略歴

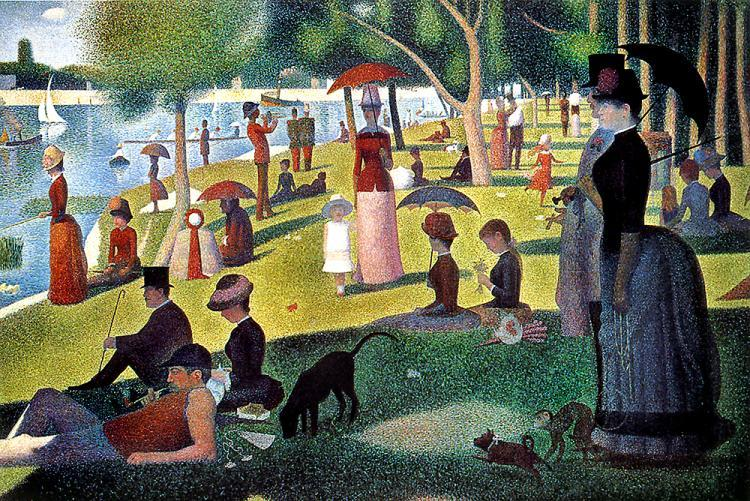
グランド・ジャット島の日曜日の午後（1884-86)

1859年、パリの裕福な中産階級の家庭に生まれる。1878年、スーラはエコール・デ・ボザール（国立美術学校）に入学、過去の彫刻作品から絵を描いたり、巨匠の絵画を研究するなどの研鑽を積んだ 。また彼はコントラストの研究もおこなった。だが、兵役のため、スーラは美術学校を離れることになる。1883年、サロンに素描が1点入選。この年から最初の大作『アニエールの水浴』の制作に着手する。この作品には、部分的に点描に近い画法が見られるが、人物の肌などは伝統的な技法で描かれている。スーラは大作を仕上げるまでに、多くの素描や油彩下絵を制作し、全体の構図、モチーフの選択と配置、人物のポーズなどを細かく研究している。スーラは縦16センチ、横25センチほどの板に油彩で描いた下絵（スーラ自身はこれを「クロクトン」と呼ぶ）を数多く残し、『アニエールの水浴』のための「クロクトン」は13点が残されている。『アニエールの水浴』は1884年に完成したが、サロンには落選し、同年のアンデパンダン展（独立芸術家協会展）に出品された。

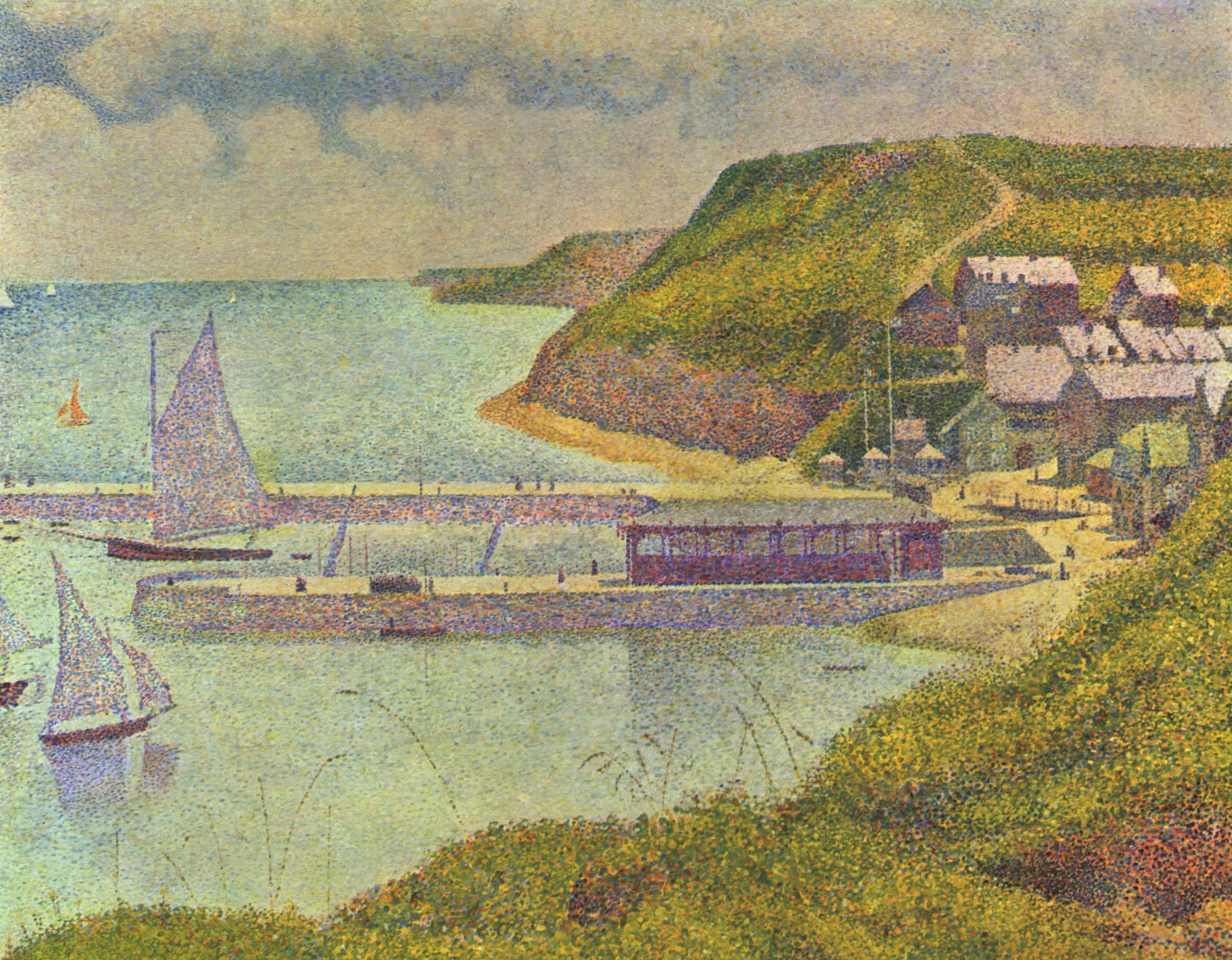
ポール・アン・ベッサンの外港 (1888)

同じ1884年には生涯最大の大作で代表作でもある『グランド・ジャット島の日曜日の午後』の制作に着手している。グランド・ジャット島に集う50人ほどの人物を点描で描き出したこの大作は、1886年の第8回印象派展（最後の印象派展）に出品されて話題となった。「新印象派」という名称は、この作品を見た批評家フェリックス・フェネオンが同年発表した雑誌記事の中で最初に使ったものである。この作品の題材となったグランド・ジャット島は、セーヌ川の中洲で、パリ北郊のクールブヴォア付近にある。

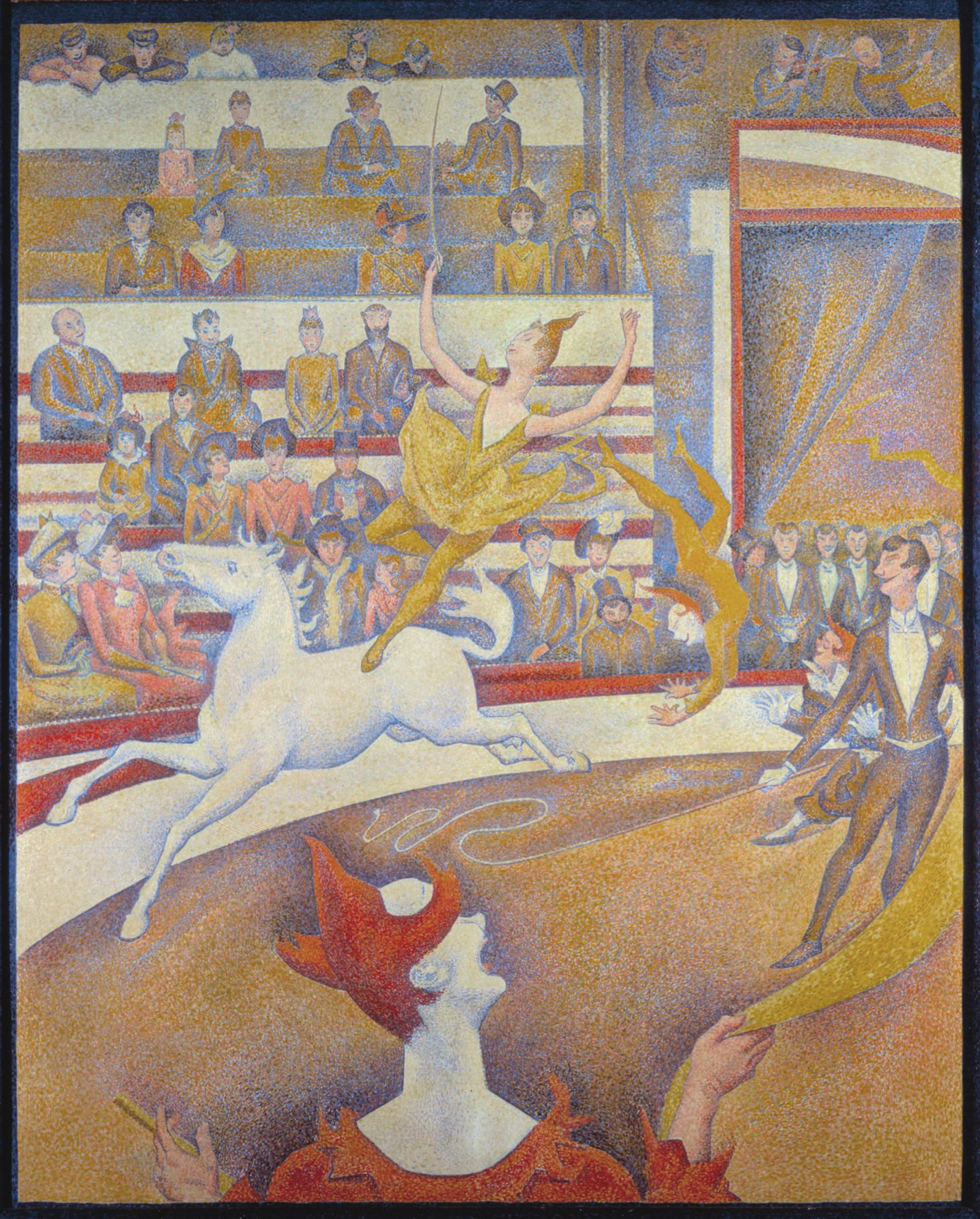
サーカス (1890)：点描による躍動感の表現に挑戦したが、死により未完

スーラは、以上に述べた2作のほか『ポーズする女たち』（1886–88年）、『サーカスの客寄せ』（1887–88年）、『シャユ踊り』（1890年）、『サーカス』（1890–91年、未完）を含めた6点の比較的大きな作品を短い生涯の間に残している。作品は、上記の6点のほかには油彩約60点とクロクトン（油彩下絵）約170点、素描約230点が残るのみである。
典型的な中産階級の家庭に生まれ、正規の美術教育を受けたスーラは、早世したという点を除いては特に波乱のない平穏な人生を送った。スーラは寡黙で内省的な性格であったと言われ、私生活については他人に全く語ることがなかったという。スーラは死の直前の1890年、内縁関係にあった女性との間に一子をもうけているが、スーラの母親さえそのことをしばらく知らなかったというほど、秘密主義を貫いていた。
スーラの死因ははっきりしていない。髄膜炎、肺炎、感染性の狭心症、そして可能性の高いものとしてジフテリアのいずれかあるいは複数を罹患したと考えられている。墓所はパリ東部のペール・ラシェーズ墓地。

## 代表作
- グランド・ジャット島の日曜日の午後 (1884-86)（シカゴ美術館）
- アニエールの水浴 (1883-84)（ロンドン、ナショナルギャラリー）
- サーカス (1890-91)（オルセー美術館）
- ポーズする女（正面）(1886-87)（オルセー美術館）
- ポール・アン・ベッサンの外港 (1888)（オルセー美術館）
- シャユ踊り (1890)（クレラー・ミュラー美術館）
- アンサンブル（サーカスの客寄せ）(1887)（メナード美術館）
- 村へ (1883)（ひろしま美術館）

## ギャラリー

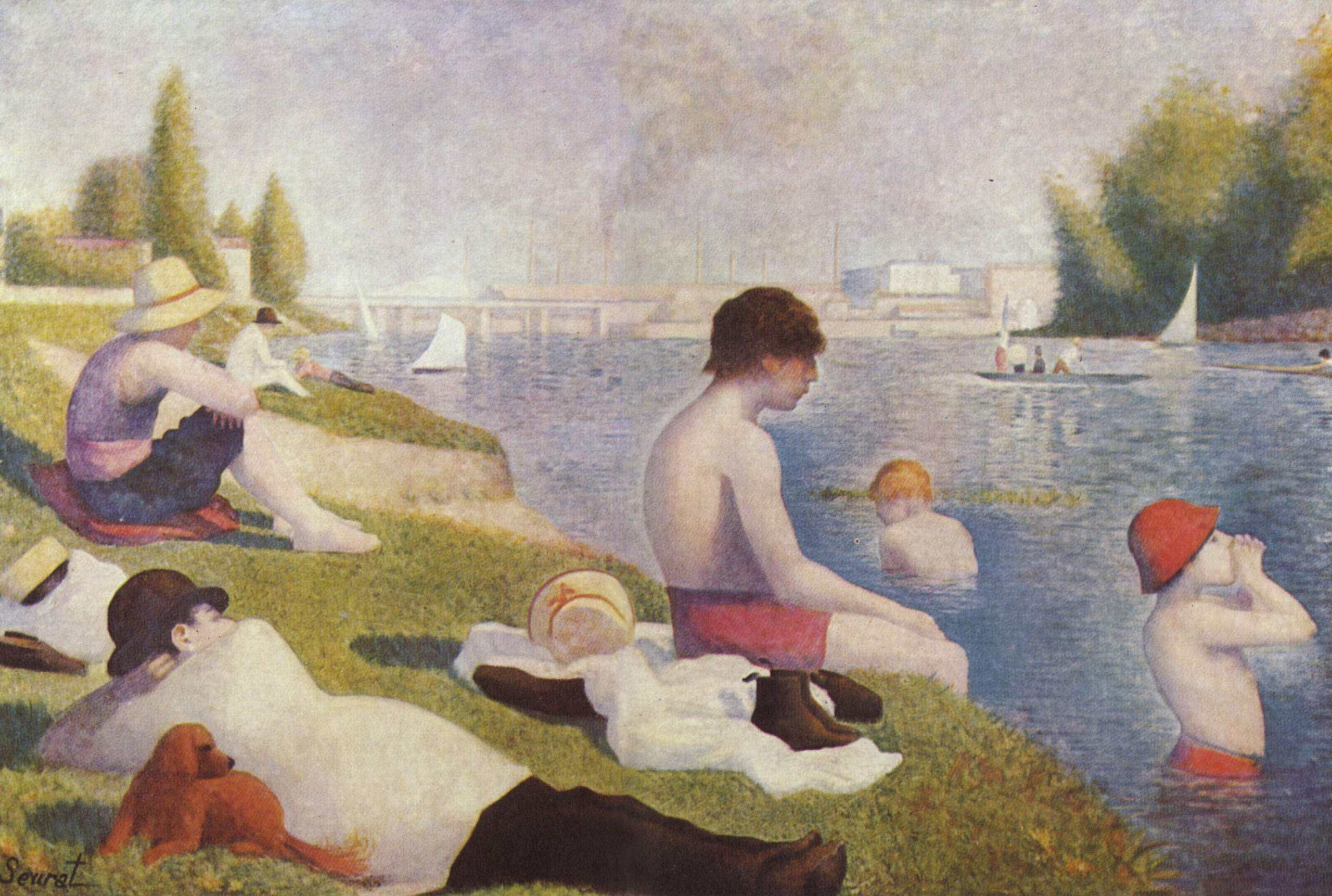
『アニエールの水浴』 "Une baignade à Asnières"
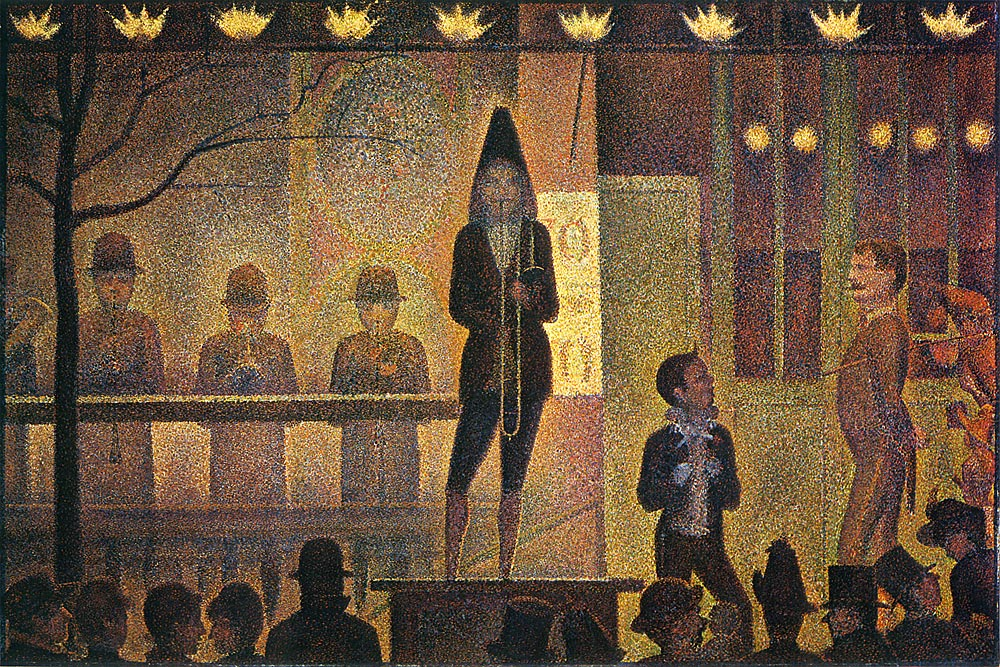
『サーカスの客寄せ』 "La Parade de Cirque"
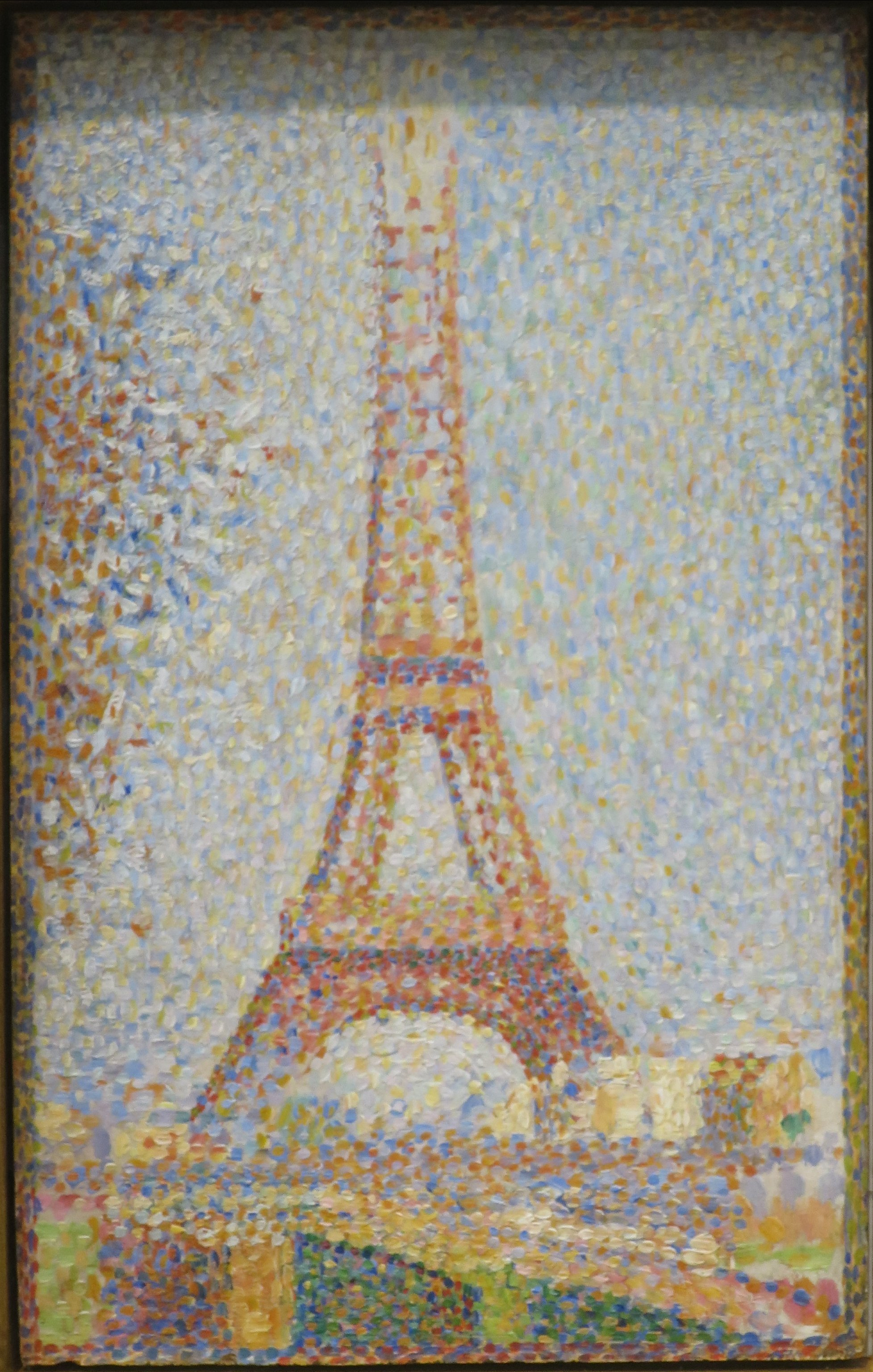
『エッフェル塔』 "La Tour Eiffel"
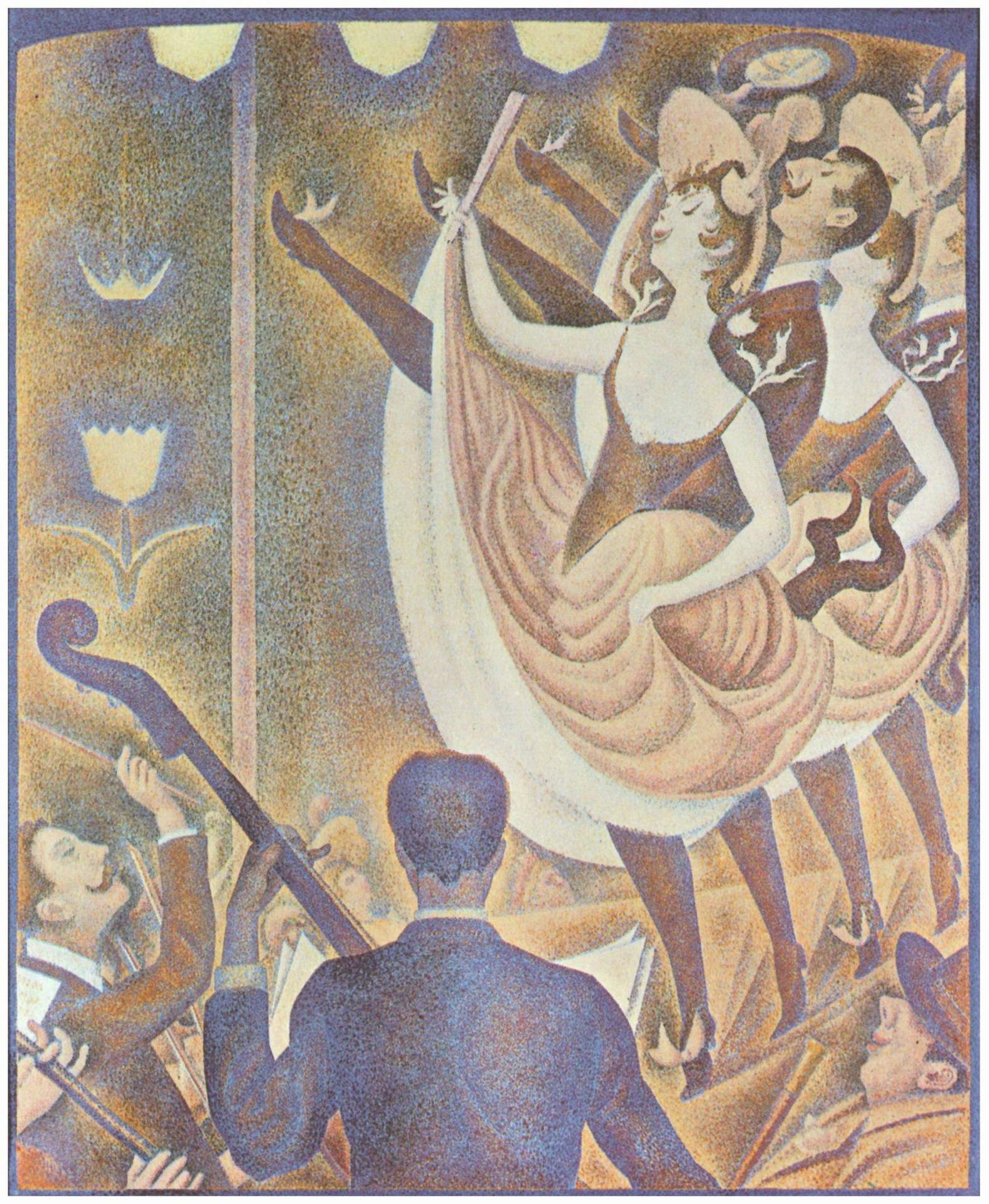
『シャユ踊り』 "Le chahut"
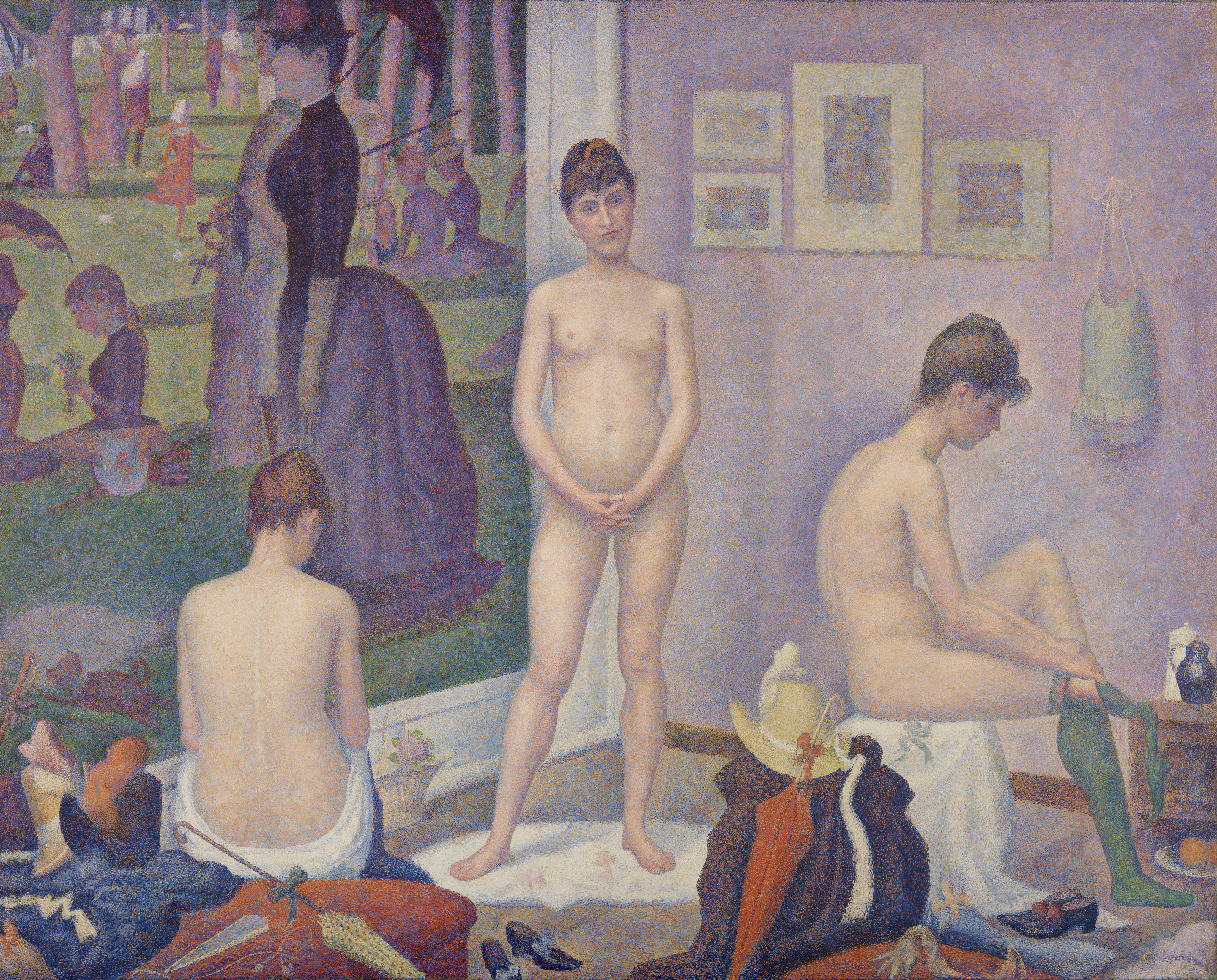
『ポーズする女たち』 "Les Poseuses"
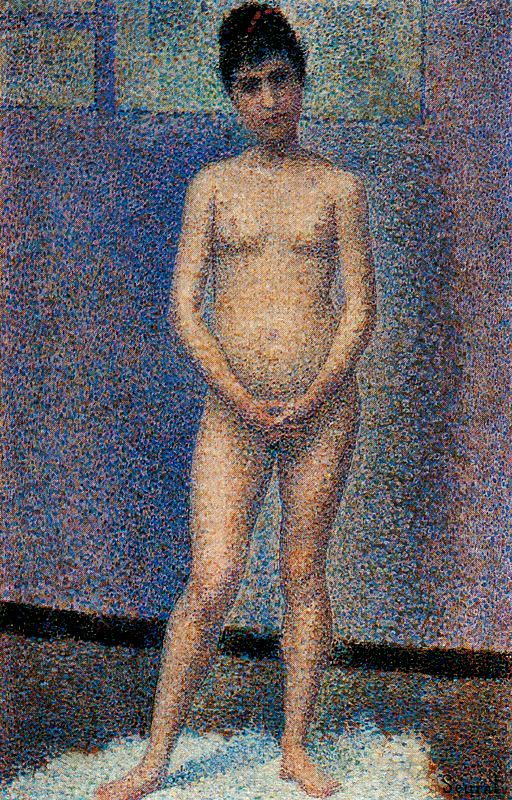
『正面でポーズする女』 "Poseuse debout"

## 書籍
- 『ジョルジュ・スーラ 点に要約された絵画』 タッシェン・ジャパン 2000年
- 『スーラ』 乾由明解説 <新潮美術文庫32>新潮社 1974年
- 『スーラの素描』 <光琳社の画集5> 光琳社出版 1991年
- 『スーラ 世界の巨匠シリーズ』 ピエール・クールティヨン解説、池上忠治訳 美術出版社 1979年
- 『世界の名画9 スーラと新印象派』 中央公論社、新装版1995年